# Luc Courchesne
Luc Courchesne (* 20. května 1952) je kanadský umělec a akademik známý svou prací v interaktivním umění.

## Životopis
Luc Courchesne se narodil 20. května 1952 v Saint-Léonard-d'Aston v Quebecu. V roce 1974 získal bakalářský titul v oboru designu na Vysoké škole umění a designu v Novém Skotsku. V 80. letech získal magisterský titul z vizuálních studií na Massachusetts Institute of Technology. Courschene byl členem Mediální laboratoře MIT od jeho založení v roce 1985.
Courschene byl profesorem průmyslového designu na Université de Montréal.

## Tvorba
Courschene je známý svými interaktivními video instalacemi a prostředím. Ve svých raných dílech, jako je Family Portrait a Portrait One (1989), divák interaguje s lidským obrazem naprogramovaným tak, aby se zapojil do živého rozhovoru s divákem. Jeho pozdnější práce Landscape One (1997) obklopuje diváka 360stupňovou působivou a interaktivní videoprojekcí parku.
Dne 11. září 2001, když byl v New Yorku na kulturní akci „Québec – NewYork“, Courchesne náhodou natáčel doutnající severní věž Světového obchodního centra, když druhé letadlo zasáhlo jižní věž. 23minutové video o jeho zkušenosti v ten osudný den je k dispozici v archivech CBC / Radio-Canada.

## Sbírky
Jeho práce jsou součástí stálé sbírky Kanadské národní galerie.

## Ocenění
V roce 1997 jeho instalace Paysage no. 1 získala hlavní cenu na prvním bienále Interkomunikačního centra NTT v Tokiu. V roce 1999 získal Courschene čestné uznání v kategorii „Interaktivní umění“ na Ars Electronica v Linci.